# بولامونية
البولامونية (الاسم العلمي: Polemoniaceae) هي فصيلة من النباتات تتبع رتبة الخلنجيات من طائفة ثنائيات الفلقة.

## أسر
- البولاموناوات
  - قبيلة البولاموناوية
    - البولامون
    - القبس

## أجناس
هناك 25 جنساً في هذه الفصيلة:
The 25 جنس (تصنيف) are:
| - Acanthogilia - Aliciella * - Allophyllum - Bonplandia - Cantua - قوبية * - Collomia - Dayia * - Eriastrum | - Gilia - Gymnosteris - Huthia - Ipomopsis - Langloisia - Lathrocasis * - Leptodactylon - Leptosiphon - Linanthus | - Loeselia - Loeseliastrum - Microsteris * - Navarretia - قبس - بولامون - Saltugilia * |